# Kosmos 36
O Kosmos 36 (em russo: Космос 36) também denominado DS-P1-Yu Nº 1, foi um satélite artificial soviético lançado ao espaço com sucesso no dia 30 de julho de 1964 através de um foguete Kosmos a partir de Kapustin Yar.

## Características
O Kosmos 36 foi o primeiro membro da série de satélites DS-P1-Yu. Sua missão era testar sistemas antissatélites e antimíssil soviéticos.
O Kosmos 36 foi injetado em uma órbita inicial de 503 km de apogeu e 259 km de perigeu, com uma inclinação orbital de 49 graus e um período de 92,0 minutos. Reentrou na atmosfera terrestre em 28 de fevereiro de 1965.